# Ivan Khokhlov
Pour les articles homonymes, voir Khokhlov.
 (avril 2019).
Ivan Sergueïevitch Khokhlov (en russe : Иван Сергеевич Хохлов), né en 1895 à Moscou, Empire russe où il est mort le 11 février 1973, est un homme d'État soviéto-russe qui, de juin 1940 à juin 1943, fut président du Conseil des commissaires du peuple du RSFS de Russie, littéralement Premier ministre.